# Oued Sefioun
Oued Sefioun (em árabe: وادى سفيون) é uma comuna localizada na província de Sidi Bel Abbès, Argélia. De acordo com o censo de 2008, a população total da cidade era de 5 886 habitantes.